# Lijst van stedelijke districten in Engeland
Er zijn 36 stedelijke districten (metropolitan district of metropolitan borough) in Engeland.
| ONS-code  | Metropolitan district | County             | Regio                    |
| --------- | --------------------- | ------------------ | ------------------------ |
| E08000016 | Barnsley              | South Yorkshire    | Yorkshire and The Humber |
| E08000025 | Birmingham            | West Midlands      | West Midlands            |
| E08000001 | Bolton                | Greater Manchester | North West               |
| E08000032 | Bradford              | West Yorkshire     | Yorkshire and The Humber |
| E08000002 | Bury                  | Greater Manchester | North West               |
| E08000033 | Calderdale            | West Yorkshire     | Yorkshire and The Humber |
| E08000026 | Coventry              | West Midlands      | West Midlands            |
| E08000017 | Doncaster             | South Yorkshire    | Yorkshire and The Humber |
| E08000027 | Dudley                | West Midlands      | West Midlands            |
| E08000037 | Gateshead             | Tyne and Wear      | North East               |
| E08000034 | Kirklees              | West Yorkshire     | Yorkshire and The Humber |
| E08000011 | Knowsley              | Merseyside         | North West               |
| E08000035 | Leeds                 | West Yorkshire     | Yorkshire and The Humber |
| E08000012 | Liverpool             | Merseyside         | North West               |
| E08000003 | Manchester            | Greater Manchester | North West               |
| E08000021 | Newcastle upon Tyne   | Tyne and Wear      | North East               |
| E08000022 | North Tyneside        | Tyne and Wear      | North East               |
| E08000004 | Oldham                | Greater Manchester | North West               |
| E08000005 | Rochdale              | Greater Manchester | North West               |
| E08000018 | Rotherham             | South Yorkshire    | Yorkshire and The Humber |
| E08000006 | Salford               | Greater Manchester | North West               |
| E08000028 | Sandwell              | West Midlands      | West Midlands            |
| E08000014 | Sefton                | Merseyside         | North West               |
| E08000019 | Sheffield             | South Yorkshire    | Yorkshire and The Humber |
| E08000029 | Solihull              | West Midlands      | West Midlands            |
| E08000023 | South Tyneside        | Tyne and Wear      | North East               |
| E08000013 | St. Helens            | Merseyside         | North West               |
| E08000007 | Stockport             | Greater Manchester | North West               |
| E08000024 | Sunderland            | Tyne and Wear      | North East               |
| E08000008 | Tameside              | Greater Manchester | North West               |
| E08000009 | Trafford              | Greater Manchester | North West               |
| E08000036 | Wakefield             | West Yorkshire     | Yorkshire and The Humber |
| E08000030 | Walsall               | West Midlands      | West Midlands            |
| E08000010 | Wigan                 | Greater Manchester | North West               |
| E08000015 | Wirral                | Merseyside         | North West               |
| E08000031 | Wolverhampton         | West Midlands      | West Midlands            |